# 木原弘人
木原 弘人（きはら ひろと）は、埼玉県出身の元アマチュア野球選手である。ポジションは捕手。

## 来歴・人物
慶應義塾志木高校では、1968年秋季関東大会県予選準々決勝に進むが、大宮高に敗退。慶應義塾大学に進学。東京六大学野球リーグでは工藤真、萩野友康、長谷部優らとバッテリーを組み、1971年秋季リーグから1972年秋季リーグまで三連覇を果たす。1972年の全日本大学野球選手権大会では、決勝で関大の山口高志に完封され準優勝。ベストナイン（捕手）選出2回。大学同期に山下大輔がいた。
卒業後は松下電器に入社。1974年から正捕手となり山口高志、福間納らとバッテリーを組む。松下勝実、鍛治舎巧ら強力打線に援護され、1975年の社会人野球日本選手権では準々決勝に進むが、住友金属に7回コールド負け。1977年の都市対抗では準々決勝に進出、しかし日本鉱業佐賀関の藤沢公也に抑えられ敗退。同年の社会人野球日本選手権では福間が活躍し準決勝に進むが、電電四国の小原慶司に0-1で完封負けを喫する。1979年の社会人野球日本選手権は長谷部優、原邦彦の好投もあって決勝に進み、住友金属に敗退するが準優勝と健闘した。同大会では1977年から4年連続で優秀選手賞を獲得する。1980年限りで引退。